# كوبا أمريكا 1991
بطولة كوبا أمريكا 1991 استضافتها تشيلي في الفترة من 6 إلى 21 يوليو. تم تنظيمه من قبل كونميبول وشاركت جميع الدول الأعضاء العشر.
حتى إصدار 2021، كانت هذه هي المرة الأخيرة التي تتكون فيها البطولة من الدول الأعضاء في الكونميبول فقط. في البطولات اللاحقة، تمت دعوة دولتين على الأقل من خارج الكونميبول ليصل العدد الإجمالي للمشاركين إلى اثني عشر.
فازت الأرجنتين بكوبا أمريكا للمرة 13، وهي الأولى منذ عام 1959.

## دور المجموعات
تم تقسيم الفرق إلى مجموعتين كل منها مكون من 5 فرق والفريقان الأولا يتأهلان إلى الأدوار النهائية يتم منح نقطتين للفوز ونقطة واحدة للتعادل ويتم الاحتكام في حالة تساوي النقط إلى القواعد التالية :
1. فرق الأهداف الأكبر
2. الفريق الذي أحرز أكبر عدد من الأهداف
3. نتيجة الفريقين في مباراتهم سويًا
4. القرعة

### المجموعة أ
| Team      | Pts | Pld | W | D | L | GF | GA | GD  |
| --------- | --- | --- | - | - | - | -- | -- | --- |
| الأرجنتين | 8   | 4   | 4 | 0 | 0 | 11 | 3  | +8  |
| تشيلي     | 6   | 4   | 3 | 0 | 1 | 10 | 3  | +7  |
| باراغواي  | 4   | 4   | 2 | 0 | 2 | 7  | 8  | −1  |
| بيرو      | 2   | 4   | 1 | 0 | 3 | 9  | 9  | 0   |
| فنزويلا   | 0   | 4   | 0 | 0 | 4 | 1  | 15 | −14 |

| تشيلي                               | 2–0 | فنزويلا |
| ----------------------------------- | --- | ------- |
| هوغو روبيو 22' · إيفان زامورانو 34' |     |         |

Attendance: 42,779

| باراغواي               | 1–0 | بيرو |
| ---------------------- | --- | ---- |
| لويس ألبرتو مونزون 21' |     |      |

Attendance: 42,779

| تشيلي                                                              | 4–2 | بيرو                                    |
| ------------------------------------------------------------------ | --- | --------------------------------------- |
| هوغو روبيو 16' · خورخي كونتريرز 51' (pk) · إيفان زامورانو 61', 74' |     | فلافيو مايستري 59' · خوسيه دل سولار 71' |

Attendance: 18,798

| الأرجنتين                                             | 3–0 | فنزويلا |
| ----------------------------------------------------- | --- | ------- |
| غابرييل باتيستوتا 28', 50' (pk) · كلاوديو كانيجيا 43' |     |         |

Attendance: 10,000

| باراغواي                                                                         | 5–0 | فنزويلا |
| -------------------------------------------------------------------------------- | --- | ------- |
| Neffa 34' · Guirland 38' · لويس ألبرتو مونزون 75', 87' (pk) · فيدال سانابريا 81' |     |         |

Attendance: 68,215

| الأرجنتين             | 1–0 | تشيلي |
| --------------------- | --- | ----- |
| غابرييل باتيستوتا 81' |     |       |

Attendance: 68,215

| بيرو                                                                                           | 5–1 | فنزويلا                       |
| ---------------------------------------------------------------------------------------------- | --- | ----------------------------- |
| يوجينيو لا روزا 9', 55' · روبرتو كافالو 21' (هدف ذاتي) · خوسيه دل سولار 58' · خورخي هيرانو 62' |     | خوسيه دل سولار 14' (هدف ذاتي) |

Attendance: 3,000

| الأرجنتين                                                                              | 4–1 | باراغواي          |
| -------------------------------------------------------------------------------------- | --- | ----------------- |
| غابرييل باتيستوتا 40' · دييغو سيميوني 61' · ليوناردو أسترادا 70' · كلاوديو كانيجيا 81' |     | خوسيه كاردوزو 79' |

Attendance: 10,000

| الأرجنتين                                                  | 3–2 | بيرو                              |
| ---------------------------------------------------------- | --- | --------------------------------- |
| دييغو لاتوري 3' · نيستور كرافيوتو 51' · كلاوديو جارسيا 57' |     | Yáñez 35' (pk) · خورخي هيرانو 65' |

Attendance: 67,902

| تشيلي                                                                    | 4–0 | باراغواي |
| ------------------------------------------------------------------------ | --- | -------- |
| هوغو روبيو 12' · إيفان زامورانو 15' · فابيان إيستاي 63' · خايمي فيرا 68' |     |          |

Attendance: 67,902

### المجموعة ب
| Team       | Pts | Pld | W | D | L | GF | GA | GD |
| ---------- | --- | --- | - | - | - | -- | -- | -- |
| كولومبيا   | 5   | 4   | 2 | 1 | 1 | 3  | 1  | +2 |
| البرازيل   | 5   | 4   | 2 | 1 | 1 | 6  | 5  | +1 |
| الأوروغواي | 5   | 4   | 1 | 3 | 0 | 4  | 3  | +1 |
| الإكوادور  | 3   | 4   | 1 | 1 | 2 | 6  | 5  | +1 |
| بوليفيا    | 2   | 4   | 0 | 2 | 2 | 2  | 7  | −5 |

| كولومبيا            | 1–0 | الإكوادور |
| ------------------- | --- | --------- |
| أنتوني دي أفيلا 25' |     |           |

Attendance: 13,828

| الأوروغواي | 1–1 | بوليفيا        |
| ---------- | --- | -------------- |
| Castro 73' |     | J. Suárez ‏ 16' |

Attendance: 13,828

| الأوروغواي          | 1–1 | الإكوادور         |
| ------------------- | --- | ----------------- |
| بيتر منديز 49' (pk) |     | أليكس أغيناغا 44' |

Attendance: 18,430

| البرازيل                  | 2–1 | بوليفيا               |
| ------------------------- | --- | --------------------- |
| Neto 5' (pk) · برانكو 47' |     | إروين سانشيز 89' (pk) |

Attendance: 18,430

| كولومبيا | 0–0 | بوليفيا |
| -------- | --- | ------- |
|          |     |         |

Attendance: 19,350

| البرازيل       | 1–1 | الأوروغواي     |
| -------------- | --- | -------------- |
| João Paulo 29' |     | بيتر منديز 66' |

Attendance: 19,350

| الإكوادور                                                          | 4–0 | بوليفيا |
| ------------------------------------------------------------------ | --- | ------- |
| أليكس أغيناغا 32' · راؤول أفيليس 42', 73' · إرفين راميريز 80' (pk) |     |         |

Attendance: 17,250

| كولومبيا                          | 2–0 | البرازيل |
| --------------------------------- | --- | -------- |
| أنتوني دي أفيلا 35' · Iguarán 66' |     |          |

Attendance: 17,250

| الأوروغواي     | 1–0 | كولومبيا |
| -------------- | --- | -------- |
| بيتر منديز 19' |     |          |

Attendance: 19,000

| البرازيل                                                               | 3–1 | الإكوادور                        |
| ---------------------------------------------------------------------- | --- | -------------------------------- |
| مازينيو أوليفيرا 8' · مارسيو روبرتو دوس سانتوس 54' · Luiz Henrique 89' |     | كارلوس مونيوث (لاعب كرة قدم) 12' |

Attendance: 19,000

## الأدوار النهائية
| Team      | Pts | Pld | W | D | L | GF | GA | GD |
| --------- | --- | --- | - | - | - | -- | -- | -- |
| الأرجنتين | 5   | 3   | 2 | 1 | 0 | 5  | 3  | +2 |
| البرازيل  | 4   | 3   | 2 | 0 | 1 | 6  | 3  | +3 |
| تشيلي     | 2   | 3   | 0 | 2 | 1 | 1  | 3  | −2 |
| كولومبيا  | 1   | 3   | 0 | 1 | 2 | 2  | 5  | −3 |

| الأرجنتين                                    | 3–2 | البرازيل                   |
| -------------------------------------------- | --- | -------------------------- |
| داريو فرانكو 1', 29' · غابرييل باتيستوتا 46' |     | برانكو 5' · João Paulo 52' |

Attendance: 44,005

| تشيلي              | 1–1 | كولومبيا    |
| ------------------ | --- | ----------- |
| إيفان زامورانو 74' |     | Iguarán 37' |

Attendance: 44,005

| الأرجنتين | 0–0 | تشيلي |
| --------- | --- | ----- |
|           |     |       |

Attendance: 37,612

| البرازيل                            | 2–0 | كولومبيا |
| ----------------------------------- | --- | -------- |
| ريناتو غاوتشو 29' · برانكو 76' (pk) |     |          |

Attendance: 37,612

| البرازيل                                | 2–0 | تشيلي |
| --------------------------------------- | --- | ----- |
| مازينيو أوليفيرا 8' · Luiz Henrique 55' |     |       |

Attendance: 45,104

| الأرجنتين                                 | 2–1 | كولومبيا            |
| ----------------------------------------- | --- | ------------------- |
| دييغو سيميوني 11' · غابرييل باتيستوتا 19' |     | أنتوني دي أفيلا 70' |

Attendance: 45,104

## الفائز
| بطل كأس أمريكا الجنوبية 1993    |
| ------------------------------- |
| · الأرجنتين · للمرة الثالثة عشر |

## الهدافين
| 6 اهداف - غابرييل باتيستوتا 5 اهداف - إيفان زامورانو 3 اهداف - برانكو - هوغو روبيو - أنتوني دي أفيلا - لويس ألبرتو مونزون - بيتر منديز 2 اهداف - كلاوديو جارسيا - داريو فرانكو - دييغو سيميوني - João Paulo - Luiz Henrique - مازينيو أوليفيرا - Arnoldo Iguarán - أليكس أغيناغا - راؤول أفيليس - خوسيه دل سولار - خورخي هيرانو - يوجينيو لا روزا | 1 goals - ليوناردو أسترادا - نيستور كرافيوتو - كلاوديو جارسيا - دييغو لاتوري - إروين سانشيز - Juan Suárez - مارسيو دوس سانتوس - Neto - ريناتو غاوتشو - خورخي كونتريرز - فابيان إيستاي - خايمي فيرا - كارلوس مونيوث (لاعب كرة قدم) - إرفين راميريز - خوسيه كاردوزو - Carlos Guirland - Gustavo Neffa - فيدال سانابريا - Alfonso Yáñez - فلافيو مايستري - Ramón Castro هدف في نفسه - خوسيه دل سولار - روبرتو كافالو |